# Johann Joachim Darboven
Johann Joachim Darboven (ur. 7 kwietnia 1841 w Lauenbruch, obecnej części Hamburga, zm. 18 lutego 1909 w Hamburgu) – niemiecki przedsiębiorca branży spożywczej, twórca przedsiębiorstwa J. J. Darboven.

## Życiorys
21 marca 1866 otworzył sklep spożywczy, w którym oprócz tradycyjnego asortymentu sprzedawał palone ziarna kawy (wówczas kawę sprzedawało się głównie w postaci surowych ziaren, do samodzielnego wypalania w domu). Wprowadził też innowacyjną usługę wysyłania kawy i cukru pociętego w kostki za pomocą przesyłek pocztowych. W 1869 na niemieckiej Międzynarodowej Wystawie Ogrodniczej zaprezentował ofertę 144 odmiany kawy, za co otrzymał srebrny medal. Począwszy od 1890, wraz z synami, dał podstawy rozwojowe przedsiębiorstwa J. J. Darboven, które w następnych latach rozwinęło działalność w całych Niemczech i w innych państwach europejskich. Zmarł w 1909 przekazując zarządzanie swoim dwóm synom, Arthurowi i Cäsarowi, którzy doprowadzili do dalszego rozwoju przedsiębiorstwa.